# Клевер Клуб
«Клевер Клуб» (англ. Clover Club) — алкогольный коктейль на основе джина, лимонного сока, малинового сиропа и яичного белка. Яичный белок добавляется ради образования характерной пены. Классифицируется как коктейль на весь день (англ. All day cocktail). Входит в число официальных коктейлей Международной ассоциации барменов (IBA), категория «Незабываемые» (англ. Unforgettables).

## История
Коктейль появился до введения в США сухого закона и назван в честь филадельфийского мужского клуба, проводившего собрания в отеле Bellevue-Stratford.
Наиболее ранняя публикация рецепта коктейля относится к 1917 году, когда его описание появилось в книге The Ideal Bartender Томаса Буллока (англ. Thomas Bullock) и книге Mrs. Norton’s Cook-book: Selecting, Cooking, and Serving for the Home Table Жанетт Янг Нортон (англ. Jeanette Young Norton).
По утверждению Роберта Гесса, сам коктейль подавался в клубе уже в 1910 году. Как писал Джек Таунсенд в книге The Bartender’s Book (1951), в период расцвета напиток демонстрировал если не принадлежность к членам одноимённого клуба, то как минимум обоснованное право заказывавшего его человека к ним принадлежать. Однако к середине XX века коктейль потерял популярность и был забыт. Частично причиной этому было использование сырых яиц, которых опасались клиенты, и сложность приготовления. Сочетание необычных ингредиентов делало вкус коктейля сложным: терпким и сладким — а яичный белок обеспечивал консистенцию и пенную шапку.

## Рецепты
Коктейль сложен в приготовлении из-за дополнительных действий, требуемых для формирования пенной шапки. В нескольких рецептах напиток предлагается смешивать безо льда в шейкере, в одном случае указана продолжительность — не менее минуты. После этого добавляется лёд, чтобы охладить и разбавить смесь.
Традиционный рецепт — джин, лимонный сок, малиновый сироп и яичный белок — используется (по состоянию на декабрь 2014 года) в бруклинском ресторане Clover Club.
В рецепте из книги The Ideal Bartender в лёд добавлялись 25 мл малинового сиропа, 90 мл сухого джина, 45 мл французского вермута и один яичный белок, после чего содержимое интенсивно встряхивалось.
В книге Mrs. Norton’s Cook-book: Selecting, Cooking, and Serving for the Home Table коктейль готовился из сока половинки лимона, 8 мл гренадина, 45 мл джина, французского вермута.
В официальном рецепте IBA смешиваются 45 мл сухого джина, 15 мл малинового сиропа, 15 мл свежевыжатого лимонного сока и добавляется несколько капель яичного белка, ингредиенты интенсивно встряхиваются, затем содержимое сцеживается в коктейльный бокал.
Существует ещё несколько вариаций этого напитка, наиболее часто малиновый сироп заменяют гренадином или сиропом из красной смородины.